# Wolfgang Jantsch
Wolfgang Jantsch (* 21. August 1946 in Wien) ist Professor für Experimentalphysik an der Johannes Kepler Universität (JKU) Linz.

## Leben
Wolfgang ist der Sohn von Hans Heinrich Jantsch und Marlene Jantsch.
Wolfgang Jantsch studierte von 1964 bis 1971 Physik und Mathematik an der Universität Wien. 1971 promovierte er am Institut für Angewandte Physik. Bis 1972 absolvierte er einen Post-Doc-Aufenthalt an der Lakehead University in Ontario, Kanada. Danach war er als Assistent am Institut für Experimentalphysik an der JKU und als wissenschaftlicher Mitarbeiter am Max-Planck-Institut für Festkörperforschung in Stuttgart tätig. 1982 habilitierte er sich an der JKU. Seit 1990 ist er Professor für Festkörperspektroskopie an der JKU. Von 1998 bis 2003 war er Vize-Studiendekan der Technisch-Naturwissenschaftlichen Fakultät, von 2000 bis 2004 Institutsvorstand für Halbleiter- und Festkörperphysik. Von 2008 bis 2010 war er Vorsitzender der Studienkommission „Technische Physik“.

## Arbeits- und Forschungsschwerpunkte
- Transporterscheinungen in Halbleitern und Metallen bei hohen elektrischen Feldern
- Ferroelektrische Halbleiter
- Infrarot-Detektordioden
- Dotierungssupergitter
- Tiefe Störstellen in Halbleitern

- Gruppe IV Donatoren und Übergangsmetalle in II-VI Halbleitern
- DX Zentren in III-V Verbindungen
- „Mixed valence states“ in GaAs und HgCdTe
- Seltene Erden in Halbleitern
- Dotierung von Nitriden

- Magnetische Halbleiter (Nanostrukturen und Supergitter)
- Spin-Eigenschaften von örtlich eingeschränkten Ladungsträgern
- Photonik, insbesondere Lichtemission aus Silizium

## Preise
- Förderungspreis des Theodor-Körner-Stiftungsfonds
- 1982: Fritz-Kohlrausch-Preis der Österreichischen Physikalischen Gesellschaft
- 1988: Kulturpreis des Landes Oberösterreich für Wissenschaften